# Торторичи
Тортори́чи (итал. Tortorici, сиц. Turturici) — коммуна в Италии, располагается в регионе Сицилия, подчиняется административному центру Мессина.
Население составляет 7235 человек (на 2004 г.), плотность населения составляет 108 чел./км². Занимает площадь 70 км². Почтовый индекс — 98078. Телефонный код — 0941.
Покровителем коммуны почитается святой Себастьян, празднование 20 января и в первое воскресение мая.